# Tonge, Bolton
Tonge är en stadsdel i Bolton, i distriktet Bolton, i grevskapet Greater Manchester, i England. Denna ward hade 15 529 invånare år 1961. Tonge var en civil parish från 1866 till 1898 då den blev en del av Bolton.